# Relic Hunter – Die Schatzjägerin/Episodenliste
Diese Episodenliste enthält alle Episoden der kanadisch-französisch-US-amerikanisch-deutschen Fernsehserie Relic Hunter – Die Schatzjägerin, sortiert nach der US-amerikanischen Erstausstrahlung. Zwischen 1999 und 2002 entstanden in 3 Staffeln insgesamt 66 Episoden mit einer Länge von jeweils etwa 45 Minuten.

## Übersicht
| Staffel | Episodenanzahl | Erstausstrahlung USA | Erstausstrahlung USA | Deutschsprachige Erstausstrahlung | Deutschsprachige Erstausstrahlung |
| Staffel | Episodenanzahl | Staffelpremiere      | Staffelfinale        | Staffelpremiere                   | Staffelfinale                     |
| ------- | -------------- | -------------------- | -------------------- | --------------------------------- | --------------------------------- |
| 1       | 22             | 20. September 1999   | 22. Mai 2000         | 12. November 2000                 | 22. April 2001                    |
| 2       | 22             | 18. September 2000   | 21. Mai 2001         | 16. Februar 2003                  | 3. August 2003                    |
| 3       | 22             | 17. September 2001   | 20. Mai 2002         | 10. August 2003                   | 4. Januar 2004                    |

## Staffel 1
Die Erstausstrahlung der ersten Staffel war vom 20. September 1999 bis zum 22. Mai 2000 in den Vereinigten Staaten zu sehen. Die deutschsprachige Erstausstrahlung fand vom 12. November 2000 bis zum 22. April 2001 auf dem Sender ProSieben statt.
| Nr. (ges.) | Nr. (St.) | Deutscher Titel                | Originaltitel          | Erstausstrahlung USA | Deutschsprachige Erstausstrahlung (D) | Regie               | Drehbuch               |
| ---------- | --------- | ------------------------------ | ---------------------- | -------------------- | ------------------------------------- | ------------------- | ---------------------- |
| 1          | 1         | Die magische Schale            | Buddha’s Bowl          | 20. Sep. 1999        | 12. Nov. 2000                         | Ian Toynton         | Bill Taub              |
| 2          | 2         | Auf den Spuren von Al Capone   | Smoking Gun            | 27. Sep. 1999        | 26. Nov. 2000                         | Ian Toynton         | Frank Encarnacao       |
| 3          | 3         | Tod am Teufelsmund             | The Headless Nun       | 4. Okt. 1999         | 19. Nov. 2000                         | Ken Girotti         | Rob Gilmer             |
| 4          | 4         | Im Zeichen des Bären           | Flag Day               | 11. Okt. 1999        | 10. Dez. 2000                         | David Wu            | Ian Toynton            |
| 5          | 5         | Mein Freund Elvis              | Thank You Very Much    | 18. Okt. 1999        | 3. Dez. 2000                          | Don McCutcheon      | Jurgen Wolff           |
| 6          | 6         | Der Millionen-Dollar-Handschuh | Diamond in the Rough   | 25. Okt. 1999        | 17. Dez. 2000                         | Don McCutcheon      | Rob Gilmer             |
| 7          | 7         | Der Traum vom Gold             | Transformation         | 1. Nov. 1999         | 7. Jan. 2001                          | Clay Borris         | Bill Taub              |
| 8          | 8         | Der Wikingerschatz             | Etched in Stone        | 8. Nov. 1999         | 14. Jan. 2001                         | John Bell           | Bill Taub              |
| 9          | 9         | Das Buch der Liebe             | The Book of Love       | 15. Nov. 1999        | 21. Jan. 2001                         | Paolo Barzman       | Jurgen Wolff           |
| 10         | 10        | Gefangen im Labyrinth          | Myth of the Maze       | 22. Nov. 1999        | 28. Jan. 2001                         | Graeme Lynch        | Rob Gilmer             |
| 11         | 11        | Die verschollene Krone         | Irish Crown Affair     | 31. Jan. 2000        | 4. Feb. 2001                          | Paolo Barzman       | Jurgen Wolff           |
| 12         | 12        | Der Sarkophag                  | Emperor’s Bride        | 7. Feb. 2000         | 11. Feb. 2001                         | Stefan Scaini       | Julie Lacey            |
| 13         | 13        | Diamantenfieber                | Afterlife and Death    | 14. Feb. 2000        | 18. Feb. 2001                         | Don McCutcheon      | Bill Taub & Rob Gilmer |
| 14         | 14        | Der Fluch der Katzengöttin     | Nine Lives             | 21. Feb. 2000        | 25. Feb. 2001                         | Paolo Barzman       | William Gough          |
| 15         | 15        | Ophelia                        | Affaire de Coeur       | 28. Feb. 2000        | 4. März 2001                          | Steve DiMarco       | Robert Gilmer          |
| 16         | 16        | Der große Brodsky              | A Vanishing Art        | 6. März 2000         | 11. März 2001                         | Ian Toynton         | Naomi Janzen           |
| 17         | 17        | Jagd auf die Kronjuwelen       | A Good Year            | 17. Apr. 2000        | 18. März 2001                         | Paolo Barzman       | Martin Brossollet      |
| 18         | 18        | Der letzte Tempelritter        | The Last Knight        | 24. Apr. 2000        | 25. März 2001                         | Ian Toynton         | André Jacquemetton     |
| 19         | 19        | Im Namen der Liebe             | Love Letter            | 1. Mai 2000          | 1. Apr. 2001                          | Jean-Pierre Prévost | Elizabeth Baxter       |
| 20         | 20        | Unter Vampiren                 | Possessed              | 8. Mai 2000          | 8. Apr. 2001                          | Jean-Pierre Prévost | Rob Gilmer             |
| 21         | 21        | Der Kelch der Wahrheit         | Nothing But the Truth  | 15. Mai 2000         | 22. Apr. 2001                         | John Bell           | Bill Taub              |
| 22         | 22        | Isabels Geheimnis              | Memories of Montmartre | 22. Mai 2000         | 22. Apr. 2001                         | Paolo Barzman       | Bill Taub & Rob Gilmer |

## Staffel 2
Die Erstausstrahlung der zweiten Staffel war vom 18. September 2000 bis zum 21. Mai 2001 in den Vereinigten Staaten zu sehen. Die deutschsprachige Erstausstrahlung fand vom 16. Februar bis zum 3. August 2003 auf dem Sender ProSieben statt.
| Nr. (ges.) | Nr. (St.) | Deutscher Titel               | Originaltitel           | Erstausstrahlung USA | Deutschsprachige Erstausstrahlung (D) | Regie           | Drehbuch                                |
| ---------- | --------- | ----------------------------- | ----------------------- | -------------------- | ------------------------------------- | --------------- | --------------------------------------- |
| 23         | 1         | Der Fluch der Götter          | The Put Back            | 18. Sep. 2000        | 16. Feb. 2003                         | Ian Toynton     | Jeff King                               |
| 24         | 2         | Die Feuer der Hölle           | Dagger of Death         | 25. Sep. 2000        | 23. Feb. 2003                         | Ian Toynton     | Jurgen Wolff                            |
| 25         | 3         | Beschützer der Verdammten     | Last of the Mochicas    | 2. Okt. 2000         | 2. März 2003                          | John Bell       | Ronald A. Levinson                      |
| 26         | 4         | Die verlorene Welt            | The Legend of the Lost  | 9. Okt. 2000         | 9. März 2003                          | John Bell       | Leonard Dick                            |
| 27         | 5         | Die Grabkammer                | Fertile Ground          | 16. Okt. 2000        | 16. März 2003                         | Terry Ingram    | Michelle Lovretta                       |
| 28         | 6         | Die Beute des Geiers          | Gypsy Jigsaw            | 23. Okt. 2000        | 30. März 2003                         | Larry A. McLean | Becky Southwell                         |
| 29         | 7         | Das Tal der drei Flüsse       | Three Rivers to Cross   | 30. Okt. 2000        | 6. Apr. 2003                          | Terry Ingram    | Jeff King                               |
| 30         | 8         | Römische Ferien               | Roman Holiday           | 6. Nov. 2000         | 27. Apr. 2003                         | Milan Cheylov   | Jurgen Wolff                            |
| 31         | 9         | Das Kreuz der Voodoo          | Cross of Voodoo         | 13. Nov. 2000        | 4. Mai 2003                           | George Mendeluk | Charles Heit                            |
| 32         | 10        | Die Knochenschale             | Lost Contact            | 20. Nov. 2000        | 13. Apr. 2003                         | Milan Cheylov   | Leonard Dick                            |
| 33         | 11        | Das ägyptische Grabmal        | The Reel Thing          | 8. Jan. 2001         | 18. Mai 2003                          | John Bell       | Martin Brossollet                       |
| 34         | 12        | Die Entführung                | M.I.A.                  | 15. Jan. 2001        | 11. Mai 2003                          | Julian Grant    | Gil Grant                               |
| 35         | 13        | Kleopatra                     | Out of the Past         | 29. Jan. 2001        | 25. Mai 2003                          | Paolo Barzman   | Edwina Follows                          |
| 36         | 14        | Das Licht am Ende des Tunnels | Eyes of Toklamanee      | 5. Feb. 2001         | 1. Juni 2003                          | John Bell       | Larry Mollin                            |
| 37         | 15        | Treibjagd                     | Run Sydney Run          | 12. Feb. 2001        | 15. Juni 2003                         | Paolo Barzman   | Jeff King                               |
| 38         | 16        | Nostradamus                   | French Connection       | 19. Feb. 2001        | 29. Juni 2003                         | Paolo Barzman   | Peter Mohan                             |
| 39         | 17        | Der goldene Falke             | Don’t Go Into the Woods | 16. Apr. 2001        | 22. Juni 2003                         | Ian Toynton     | Elizabeth Baxter                        |
| 40         | 18        | Das Zepter                    | Midnight Flight         | 23. Apr. 2001        | 13. Juli 2003                         | Ian Toynton     | Charles Heit                            |
| 41         | 19        | Die Maske des Henkers         | The Executioner’s Mask  | 30. Apr. 2001        | 6. Juli 2003                          | Paolo Barzman   | André Jacquemetton & Maria Jacquemetton |
| 42         | 20        | Der Ring des Königs           | The Royal Ring          | 7. Mai 2001          | 27. Juli 2003                         | John Bell       | Jurgen Wolff                            |
| 43         | 21        | Der magische Handschuh        | Set in Stone            | 14. Mai 2001         | 20. Juli 2003                         | Paolo Barzman   | David Wolkove                           |
| 44         | 22        | Wettlauf mit dem Tod          | Deadline                | 21. Mai 2001         | 3. Aug. 2003                          | John Bell       | Jeff King                               |

## Staffel 3
Die Erstausstrahlung der dritten Staffel war vom 17. September 2001 bis zum 20. Mai 2002 in den Vereinigten Staaten zu sehen. Die deutschsprachige Erstausstrahlung fand vom 10. August 2003 bis zum 4. Januar 2004 auf dem Sender ProSieben statt.
| Nr. (ges.) | Nr. (St.) | Deutscher Titel            | Originaltitel           | Erstausstrahlung USA | Deutschsprachige Erstausstrahlung (D) | Regie            | Drehbuch                                |
| ---------- | --------- | -------------------------- | ----------------------- | -------------------- | ------------------------------------- | ---------------- | --------------------------------------- |
| 45         | 1         | Das Ei des Drachens        | Wages of Sydney         | 17. Sep. 2001        | 10. Aug. 2003                         | John Bell        | Jeff King                               |
| 46         | 2         | Mr. Right                  | Mr. Right               | 24. Sep. 2001        | 17. Aug. 2003                         | John Bell        | Kristy Dobkin                           |
| 47         | 3         | Die Bruderschaft           | Sydney at Ten           | 1. Okt. 2001         | 1. Sep. 2003                          | Ian Toynton      | Leonard Dick                            |
| 48         | 4         | Das Licht der Wahrheit     | The Light of Truth      | 8. Okt. 2001         | 14. Sep. 2003                         | George Mendeluk  | André Jacquemetton & Maria Jacquemetton |
| 49         | 5         | Die Schatzinsel            | Treasure Island         | 15. Okt. 2001        | 7. Sep. 2003                          | John Bell        | Jurgen Wolff                            |
| 50         | 6         | Die Tochter des Sultans    | The Star of Nadir       | 22. Okt. 2001        | 28. Sep. 2003                         | Terry Ingram     | Alison Lea Bingeman                     |
| 51         | 7         | Der Kuss des Vampirs       | Vampire’s Kiss          | 29. Okt. 2001        | 24. Aug. 2003                         | Ian Toynton      | Michelle Lovretta                       |
| 52         | 8         | Die Pyramide               | Devil Doll              | 5. Nov. 2001         | 12. Okt. 2003                         | Bruce Pittman    | Charles Heit Idee: Bill Taub            |
| 53         | 9         | Der Doppelgänger           | Incognito               | 12. Nov. 2001        | 5. Okt. 2003                          | Terry Ingram     | Jurgen Wolff                            |
| 54         | 10        | Außer Kontrolle            | All Choked Up           | 19. Nov. 2001        | 19. Okt. 2003                         | Holly Dale       | James Thorpe                            |
| 55         | 11        | Das Amulett                | Warlock of Nu Theta Phi | 14. Jan. 2002        | 2. Nov. 2003                          | Bruce Pittman    | Tracey Forbes                           |
| 56         | 12        | Flucht Ohne Ausweg         | Women Want to Know      | 21. Jan. 2002        | 21. Sep. 2003                         | George Mendeluk  | Charles Heit                            |
| 57         | 13        | Feuer am Himmel            | Fire in the Sky         | 28. Jan. 2002        | 9. Nov. 2003                          | Jorge Montesi    | David Wolkove                           |
| 58         | 14        | Konfuzius                  | Hunting with the Enemy  | 4. Feb. 2002         | 5. Okt. 2003                          | Terry Ingram     | Kristy Dobkin                           |
| 59         | 15        | Der Gürtel der Hippolyte   | Antianeirai             | 11. Feb. 2002        | 23. Nov. 2003                         | Jeff King        | Jeff King                               |
| 60         | 16        | Die Mumie                  | Under the Ice           | 18. Feb. 2002        | 16. Nov. 2003                         | Jorge Montesi    | Damian Kindler                          |
| 61         | 17        | König Artus                | Arthur’s Cross          | 15. Apr. 2002        | 28. Dez. 2003                         | Paolo Barzman    | Rio Fanning                             |
| 62         | 18        | Die Kronjuwelen            | Faux Fox                | 22. Apr. 2002        | 30. Nov. 2003                         | Jonathan Hackett | Peter Hume                              |
| 63         | 19        | Die Büchse der Pandora     | Pandora’s Box           | 29. Apr. 2002        | 7. Dez. 2003                          | Mark Roper       | Arne Olsen                              |
| 64         | 20        | Der Pferdedieb             | The Warlord             | 6. Mai 2002          | 14. Dez. 2003                         | Chris Bould      | Edwina Follows                          |
| 65         | 21        | Die Quelle ewiger Jugend   | Fountain of Youth       | 13. Mai 2002         | 21. Dez. 2003                         | Chris Bould      | Jurgen Wolff                            |
| 66         | 22        | Der Schlüssel zur Weisheit | So Shall It Be          | 20. Mai 2002         | 4. Jan. 2004                          | Jonathan Hackett | Jeff King                               |